# Bahnhof La Chaux-de-Fonds

Der Bahnhof La Chaux-de-Fonds  ist der wichtigste Bahnhof der Stadt La Chaux-de-Fonds. Er ist sowohl an das Normalspurnetz der Schweizerischen Bundesbahnen als auch an zwei Schmalspurstrecken angeschlossen.

## Geschichte

### Gebäude
Der erste Vorgängerbau wurde 1857 eröffnet. 1877 brannte dieses erste Holzgebäude ab und wurde durch einen Steinbau ersetzt, der 1897 erweitert und modernisiert wurde. Dieses zweite Gebäude, das sich weiter östlich befand, wurde 1974 abgerissen. 17 Architekturbüros reichten ihr Projekt ein. Von 1901 bis 1904 entstand das heutige Bahnhofsgebäude nach den Entwürfen der Architekten Ernest Prince und Jean Béguin.

### Streckenführung
Die Eisenbahn gibt es in La Chaux-de-Fonds, seit die Compagnie du Jura industriel (JI) die Strecke nach Le Locle als erstes Teilstück der Bahnstrecke Neuchâtel–Le Locle-Col-des-Roches eröffnete. Ab 1859 führt diese weiter nach Neuchâtel. 1888 wurde die Strecke aus Biel durch einen neuen Tunnel direkt mit dem Bahnhof verbunden. Davor endete sie 14 Jahre lang im Bahnhof Les Convers, wo die Wagen von den Zügen aus Neuchâtel übernommen wurden. 1889 wurde von der Ponts–Sagne–La Chaux-de-Fonds-Bahn der Betrieb auf der Meterspurstrecke nach Les Ponts-de-Martel aufgenommen. 1893 wurde die bisher im Bahnhof La Chaux-de-Fonds Est endende Strecke Saignelégier–La Chaux-de-Fonds, welche ebenfalls meterspurig ist, über die neue Strassen- und Bahnbrücke Pont du Manège in den Bahnhof La Chaux-de-Fonds verlängert. 

## Anlagen

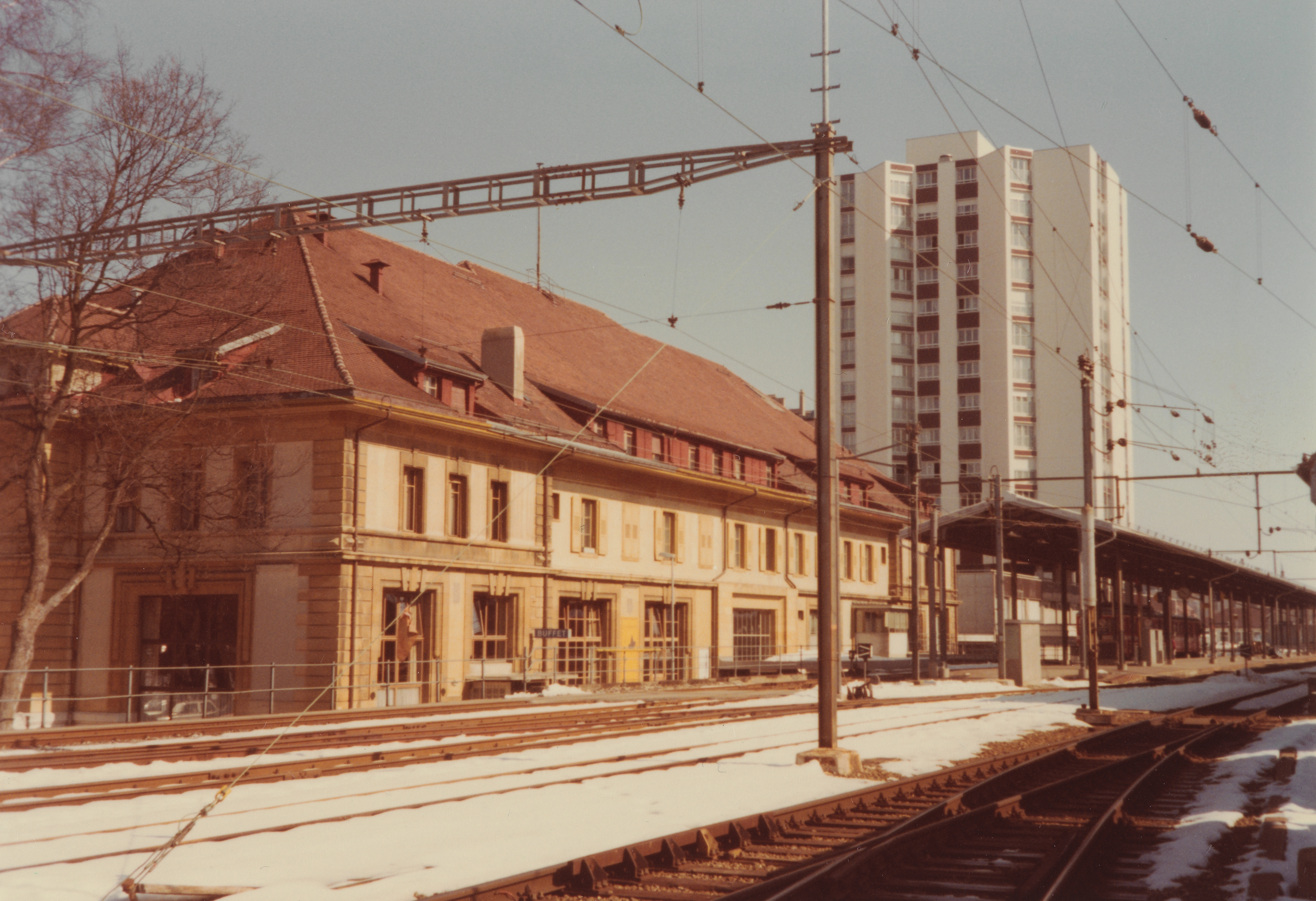
Empfangsgebäude Bahnseite, Winterbild (1982)

Der Bahnhof besitzt drei Mittelbahnsteige, wovon der erste (Gleis 1/2) mit meterspurigen Gleisen ausgestattet ist. Das nördlich gelegene Empfangsgebäude, ein Kulturgut von regionaler Bedeutung, ist direkt an die niveaugleiche Personenunterführung angeschlossen, es ist kein Hausbahnsteig vorhanden. Auf der Südseite der Unterführung befinden sich zwei Personenaufzüge, welche den Bahnhof mit der Rue de Commerce verbinden. Ein Gleisfeld erstreckt sich vom Bahnhof ungefähr 700 Meter in südwestlicher Richtung. Es bestehen diverse Abstellanlagen und Güterverladestellen. Die Einrichtung für Verlad von normalspurigen Güterwagen auf schmalspurige Rollschemel ist seit 2010 nicht mehr in Betrieb.

### Bahnhofplatz
Auf dem Bahnhofplatz befindet sich, seit er in den Jahren 2015 und 2016 neu gestaltet wurde, ein Busbahnhof der Transports Publics Neuchâtelois (transN). Der Trolleybus La Chaux-de-Fonds wurde 2014 eingestellt und der Linienbetrieb auf Hybridbusse umgestellt. Damit konnten unter anderem Kosten zur Verlegung der Fahrleitung, die aufgrund des neuen Busbahnhofs entstünden, verhindert werden.

### Dienstleistungen
Im Bahnhofsgebäude befinden sich ein SBB-Reisezentrum, eine Bar, das Café einer lokalen Bäckerei und die Valora-Betriebe K Kiosk und avec-Shop. In einem südwestlich gelegenen Anbau wird eine McDonald’s-Filiale betrieben.

### Kunst am Bau
Der Maler Georges Dessouslavy gestaltete die drei monumentalen Wandgemälde Le travail, Le jour et la nuit und Les loisirs (1950–1952). Blaise Cendrars ist mit einem Zitat vertreten. In der Unterführung und im Liftturm erwartet Reisende die abgründige Belle Époque von Plonk & Replonk.

## Betrieb
Der Bahnhof La Chaux-de-Fonds wird ausschliesslich von Linien des Regionalverkehrs bedient. Der Betrieb der Linien auf den Normalspurstrecken teilen sich die Schweizerischen Bundesbahnen (SBB) mit den BLS, den Transports Publics Neuchâtelois (transN) und TER Franche-Comté. Die Schmalspurstrecke nach Saignelégier betreiben die Chemins de fer du Jura (CJ), die Züge nach Les Ponts-de-Martel die transN.
Schmalspur (Gleis 1–2)
- Gleis 1: R36 La Chaux-de-Fonds – Le Noirmont – Saignelégier – Glovelier (CJ)
- Gleis 2: R22 Les Ponts-de-Martel – La Chaux-de-Fonds (TRN)

Normalspur (Gleis 3–6)
- Gleis 3: R41 Biel/Bienne – St-Imier – La Chaux-de-Fonds (SBB)
- Gleis 4: 4 Biel/Bienne – St-Imier – La Chaux-de-Fonds (SBB)
- Gleis 4:  (Besançon-Viotte–) Morteau – Le Locle – La Chaux-de-Fonds (TER Franche-Comté)
- Gleis 5: 66 Bern – Neuchâtel – La Chaux-de-Fonds (BLS)
- Gleis 5/6: R20 Le Locle – La Chaux-de-Fonds – Neuchâtel (TRN)
- Gleis 6: 6 Neuchâtel – La Chaux-de-Fonds – Le Locle (transN)

Die aus Biel kommenden Regionalzüge werden in Sonceboz-Sombeval geflügelt, wobei der vordere Teil nach Moutier verkehrt und der hintere weiter nach La Chaux-de-Fonds fährt. In umgekehrter Richtung werden dort die beiden Züge vereint.

### Rollmaterial
Die SBB setzen zwischen Biel/Bienne und La Chaux-de-Fonds Züge des Typs «Domino» ein. Die BLS verwenden seit Dezember 2022 Triebwagen des Typs MIKA, eine Version des Flirt von Stadler Rail. Ebenfalls aus der Flirt-Familie stammen die von der transN auf der Normalspurstrecke eingesetzten Züge (Baureihe TRN RABe 523). Da die Strecke nach Frankreich nicht elektrifiziert ist, kommen für diese Strecke französische Dieseltriebwagen der Baureihen X 73500 und X 76500 zum Einsatz. Die CJ verwenden auf ihrer Strecke mit historischem Material ergänzte Einzeltriebwagen und Gelenktriebwagen, beide ebenfalls aus dem Hause Stadler. Die Schmalspurstrecke der transN hat ihren eigenen kleinen Wagenpark bestehend aus 3 Triebwagen des Typs TRN BDe 4/4.

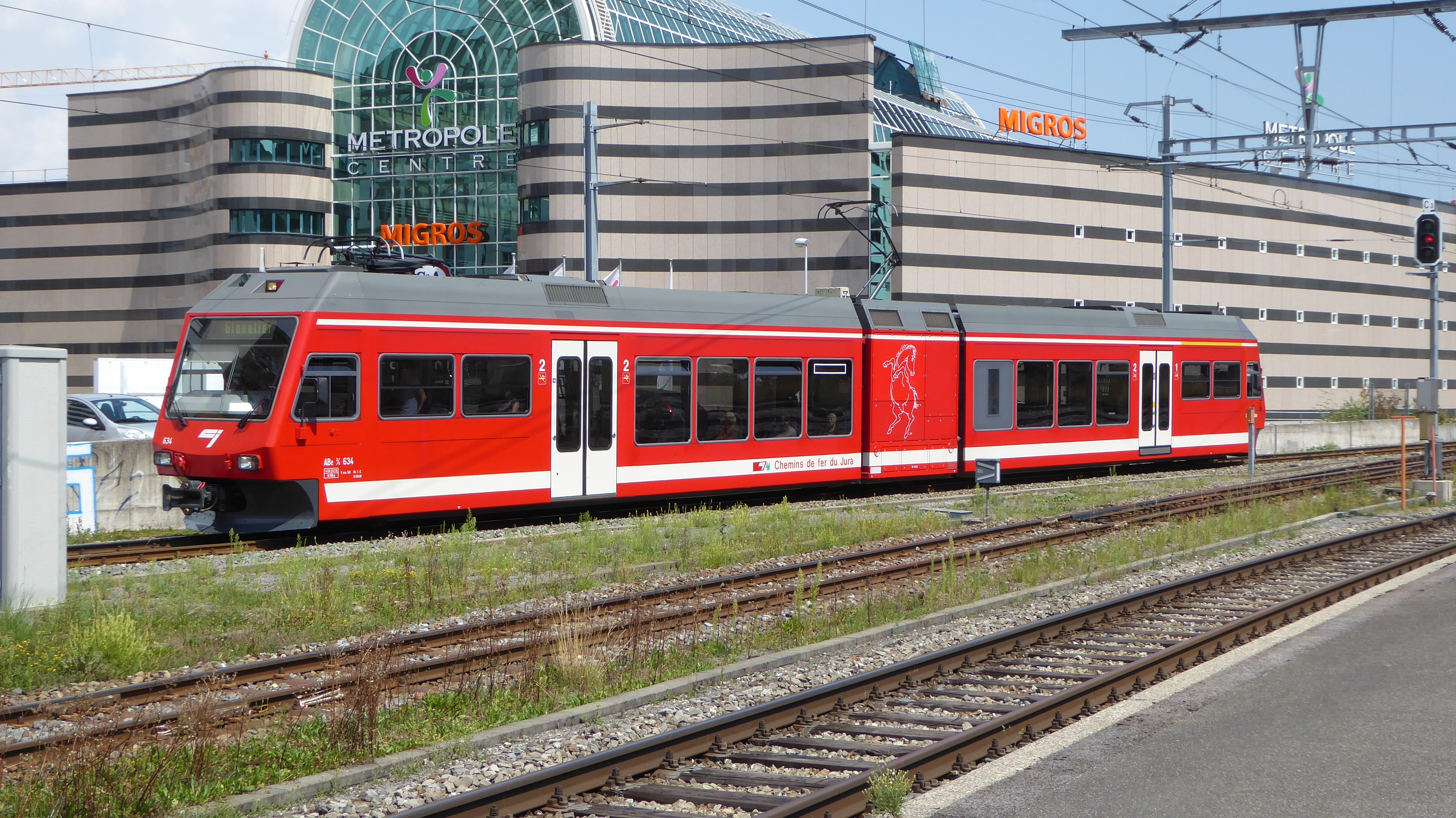
Bei den CJ eingesetzter GTW aus dem Hause Stadler
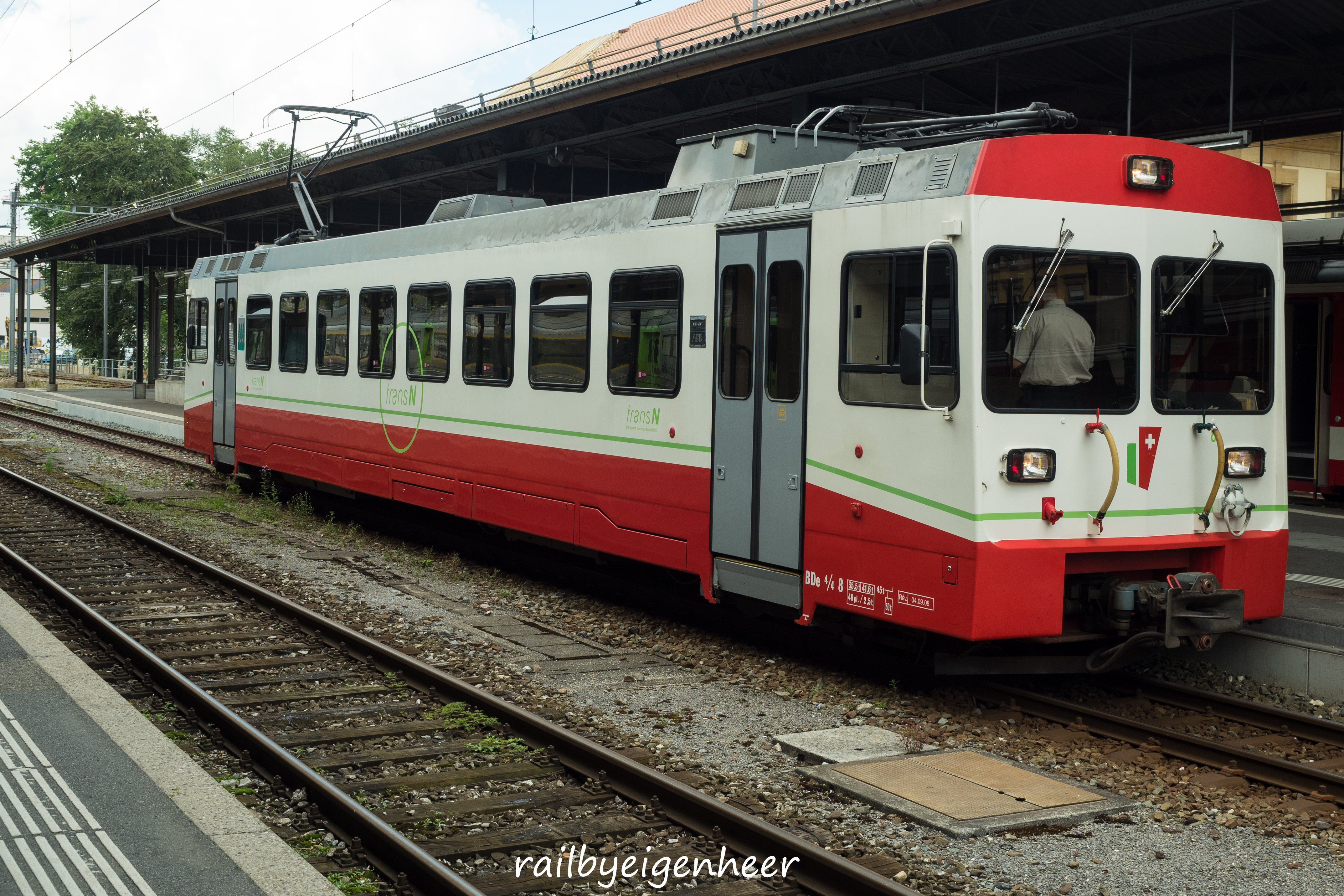
Auf der Schmalspurigen Strecke der transN verkehren TRN BDe 4/4
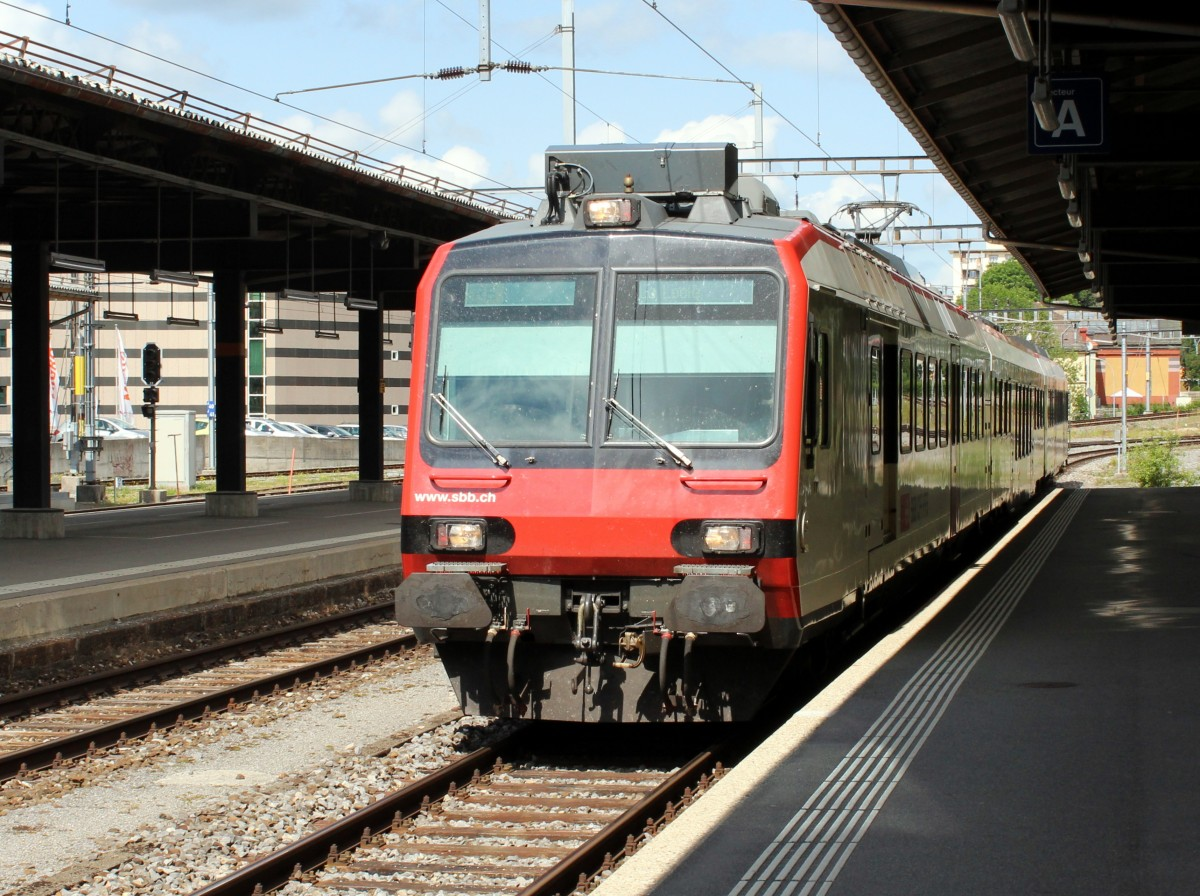
Die SBB setzen auf der Strecke nach Biel Domino-Triebwagen ein
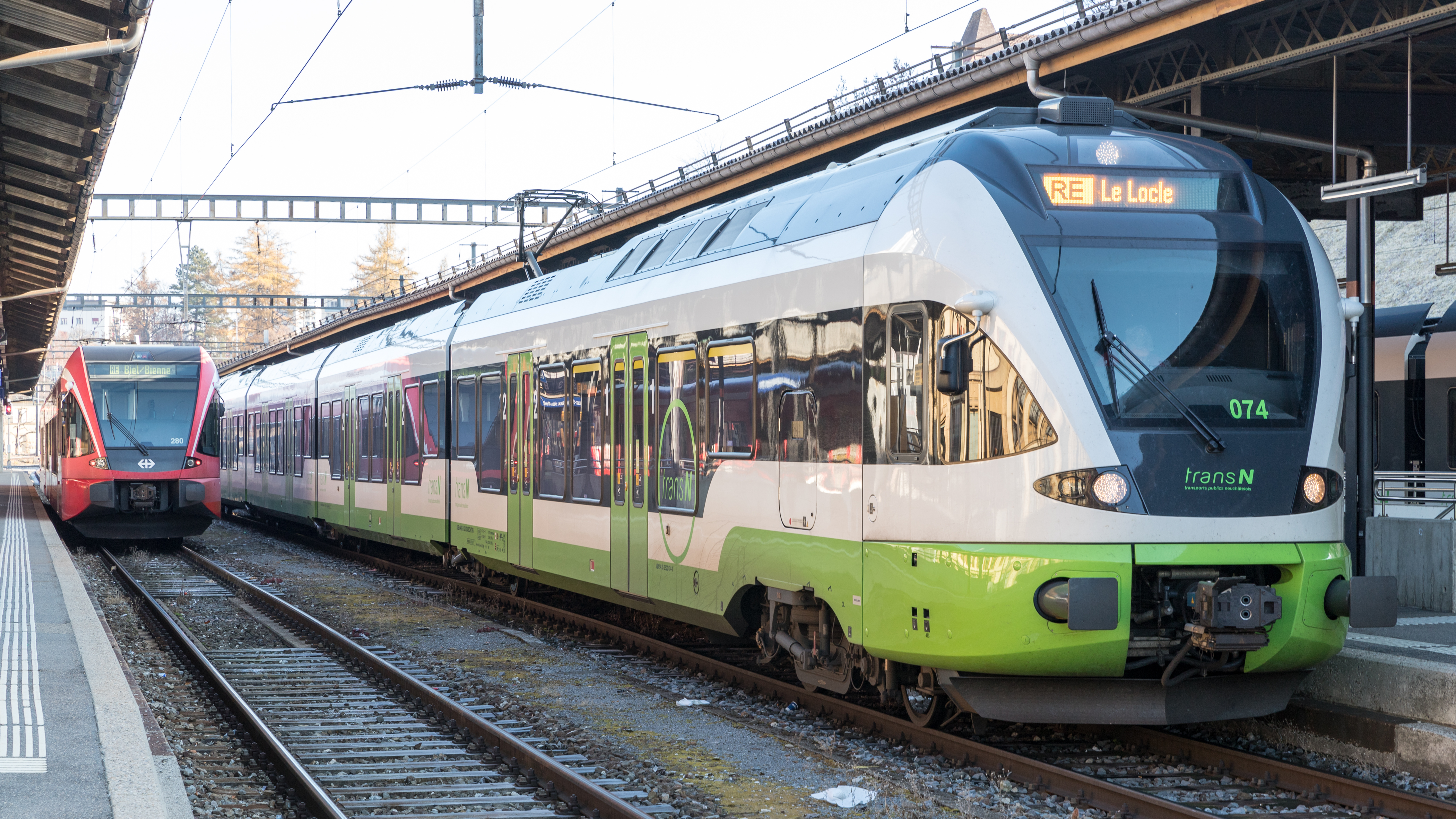
Auf den Normalspurigen Linien der transN verkehren Stadler Flirt
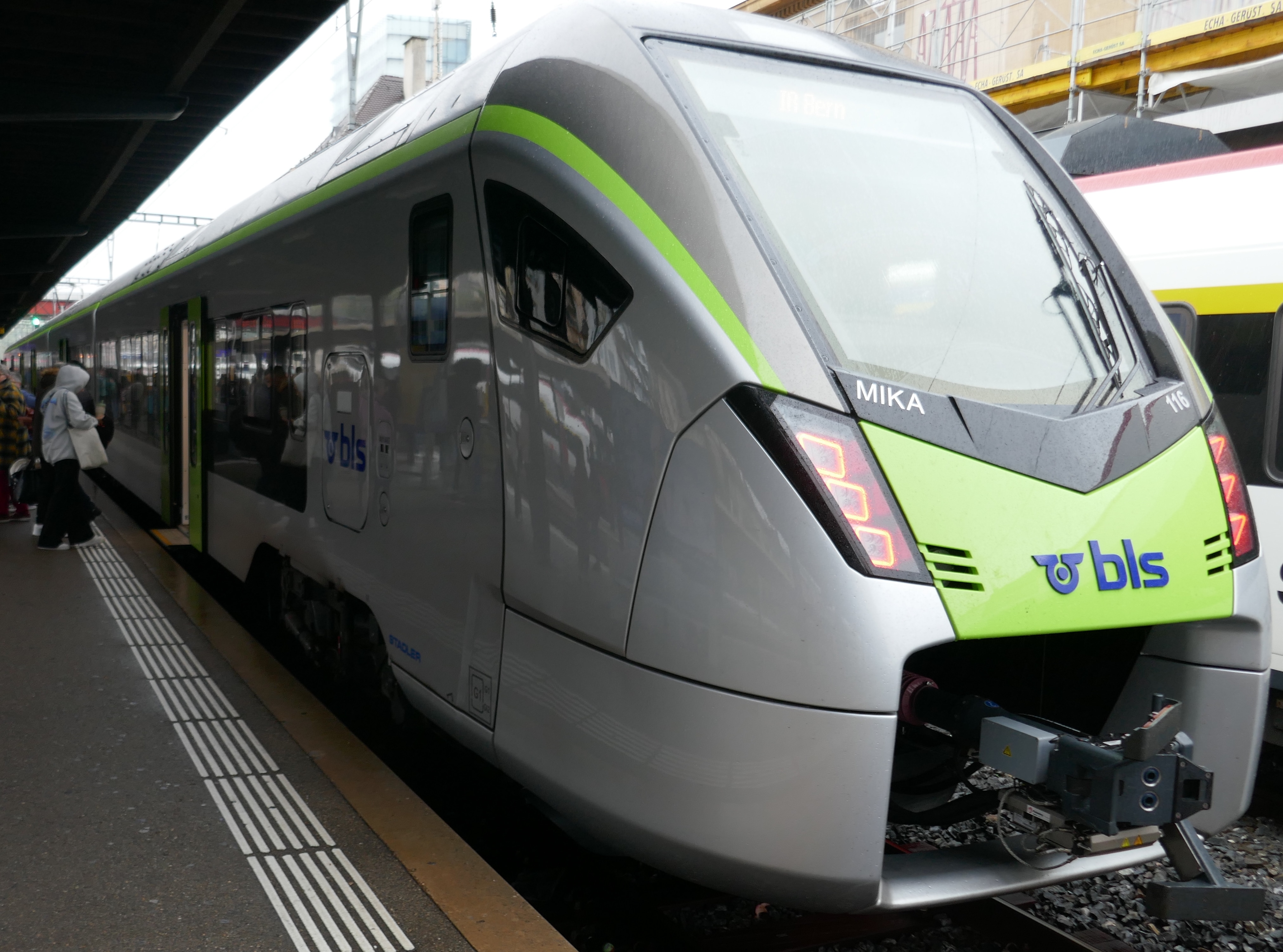
Ebenfalls zur Flirt-Familie gehören die von der BLS eingesetzten MIKA-Triebwagen auf dem IR nach Bern
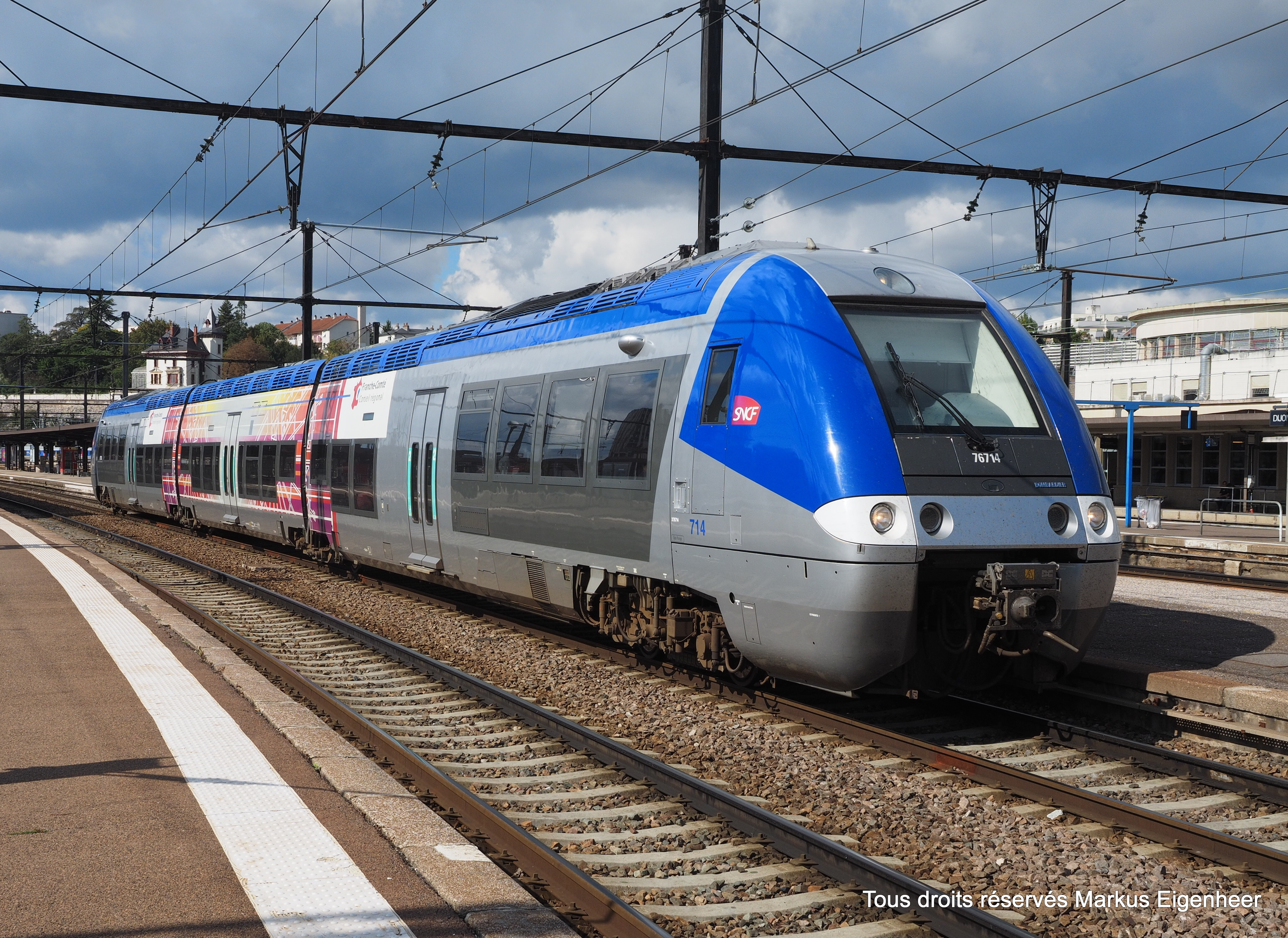
Von Bombardier hergestellte Dieseltriebwagen X 76500 der SNCF